# Фукуєй-Мару № 15
Фукуєй-Мару № 15 (Fukuei Maru No. 15) — корабель, який під час Другої світової війни брав участь у операціях японських збройних сил. Також може бути відомим як «Ейфуку-Мару № 15» (Eifuku Maru No. 15).
Судно спорудили як вантажне в 1939 році на верфі Mihara Zosen Tekkosho для компанії Mansen Unyu.
В травні 1941-го «Фукуєй-Мару № 15» реквізували для потреб Імперського флоту Японії, призначили для переобладнання у сітьовий загороджувач і включили до 52-го дивізіону мисливців за підводними човнами, що базувався у Такао (наразі Гаосюн на Тайвані). З 15 травня по 10 червня корабель пройшов переобладнання на верфі Tochigi Shoji у Вакамацу.
7 грудня 1941-го «Фукуєй-Мару № 15» разом зі ще кількома кораблями зі складу трьох дивізіонів мисливців за підводними човнами вийшов з Такао для супроводу транспорту «Теюн-Мару» (Teiun Maru), який 8 грудня висадив аеродромний батальон на острів Батан у Лусонській протоці. 11 грудня «Фукуєй-Мару № 15» повернувся до Такао.
17 грудня 1941-го корабель вийшов з Амаміосіми (північна група островів Рюкю) у складі охорони конвою із 24 транспортів з військами, що рушили до Філіппін. 24 грудня ці сили прибули до затоки Ламон-Бей на східному узбережжі Лусону та успішно висадили десант. 30 грудня 1941 – 4 січня 1942 «Фукуєй-Мару № 15» прослідував з Ламон-Бей до Такао.
З 6 по 30 січня 1942-го «Фукуєй-Мару № 15» пройшов з Такао через Давао (захоплений японцями наприкінці грудня порт на південному узбережжі філіппінського острова Мінданао) до Палау (важлива японська база на заході Каролінських островів) та далі до островів Банка біля північно-східного завершення острова Целебес. Подальша діяльність корабля була пов’язана із Нідерландською Ост-Індією (можливо відзначити, що 10 березня 1942-го 52-й дивізіон підпорядкували 24-й спеціальній військово-морській базі зі складу Другого Південного експедиційного флоту, що відповідав за контроль над Індонезією). 
Відомо, що наприкінці березня 1942-го «Фукуєй-Мару № 15»  патрулював поблизу Тимору, а потім прйиняв участь операції, під час якої кілька японських загонів вийшли 29 березня з Амбону (південна частина Молуккського архіпелагу) та протягом квітня висадили десанти у різних пунктах західного узбережжя Нової Гвінеї. 
Протягом квітня – серпня 1942-го крабель ніс патрульно-ескортну службу на сході Індонезії, під час якої відвідував Амбон, острів Хальмахера (північна частина Молуккського архіпелагу), Кендарі (півднно-східне завершення Целебесу), Ділі та Купанг (обидва – острів Тимор).
24 липня 1942-го «Фукуєй-Мару № 15» вийшов з Амбону в межах операції «Т», метою якої було зайняття гарнізонами островів Танімбар. 2 серпня корабель повернувся до Амбону, а 4 – 6 серпня прослідував звідси до Купангу.
10 серпня 1942-го «Фукуєй-Мару № 15» патрулював біля південного узбережжя Тимору. Тут в районі Беко він був виявлений та потоплений австралійськими бомбардувальниками Hudson.